# Bathyporeia quoddyensis
Bathyporeia quoddyensis är en kräftdjursart som beskrevs av Robert Alan Shoemaker 1949. Bathyporeia quoddyensis ingår i släktet Bathyporeia och familjen Pontoporeiidae. Inga underarter finns listade i Catalogue of Life.